# Opgezwollen brakwaterhorentje
Het opgezwollen brakwaterhorentje (Ecrobia ventrosa) is een slakkensoort uit de familie van de Hydrobiidae. De wetenschappelijke naam van de soort werd in 1803, als Turbo ventrosus, voor het eerst geldig gepubliceerd door Montagu.

## Beschrijving
Het opgezwollen brakwaterhorentje is klein, ongeveer 4-6 mm, modderslakje met een dunschalig horentje. Hij  is donker van kleur en heeft een kleine, hoornige flap, een operculum genaamd, die de ingang naar de schelp afsluit. De kop van het dier achter de ogen is donker van kleur, de tentakels zijn uniform bleekgrijs of wit en het voorlichaam (snuit) is uniform grijs gekleurd. De schelp verschilt van die van verwante hydrobiidae-slakken door zijn relatief afgeronde kransen en diepe hechtingen (lijnen die de kransen scheiden). 

## Verspreiding
Het opgezwollen brakwaterhorentje komt wijdverspreid voor in de Oostzee, de Atlantische kusten van Europa (onder andere IJsland, Noorwegen, Britse Eilanden, Frankrijk), de Middellandse Zee en oostwaarts tot in de Zwarte Zee. Is in Nederland vrij algemeen, komt vooral voor in brak water (met name binnendijkse sloten en plasjes).